# La mujer de tu vida
La mujer de tu vida fue una serie de televisión de España, emitida por La 1 de TVE en 1990. Contó con dos temporadas. La primera emitida entre el 9 de febrero y el 23 de marzo de 1990 y la segunda entre el 6 de octubre y el 10 de noviembre de 1994.

## Argumento
Cada episodio es independiente de los demás, con su propia historia resuelta, distintos personajes, actores y director. El único nexo argumental es que cada capítulo gira en torno a una mujer urbana y peculiar, distinta cada vez, de la que se enamora un hombre, con distinta fortuna.

## Historia
Idea original de Emilio Martínez Lázaro, a la que se adhirieron Óscar Ladoire y Fernando Trueba. Se redactaron los primeros guiones en 1982, pero la serie no comenzó a grabarse hasta seis años después.

## Datos técnicos
Dirigida en formato cinematográfico, en película de 35 milímetros.

## Críticas
Chapete de ABC escribió tras la primera temporada: «Irregular serial del que es mejor solo recordar, como con las mujeres, la primera y la última».

## Listado de episodios
| # total | # temp. | Título                   | Director                 | Guion                                    | Reparto |
| ------- | ------- | ------------------------ | ------------------------ | ---------------------------------------- | --- |
| 1       | 1       | «La mujer feliz»         | José Miguel Ganga        | José Miguel Ganga                        | Carmen Maura, Antonio Banderas, Juan Luis Galiardo, Mario Gas, Imanol Arias, Diana Peñalver, Cristina Marcos                      |
| 2       | 2       | «La mujer lunática»      | Emilio Martínez Lázaro   | Emilio Martínez Lázaro                   | Victoria Abril, Santiago Ramos, María Luisa Ponte, Juanjo Menéndez, Carmen Conesa, Pedro Reyes, Nancho Novo                       |
| 3       | 3       | «La mujer oriental»      | Miguel Hermoso           | Miguel Hermoso y Fernando Trueba         | Yumi Fujimori, Chema Muñoz, José Coronado, Mapi Galán, Eva León, Bertín Osborne                                                   |
| 4       | 4       | «La mujer infiel»        | José Luis García Sánchez | José Luis García Sánchez y Rafael Azcona | Sara Sanders, Juan Echanove, Kiti Manver, Guillermo Montesinos, Asunción Balaguer, Luis Ciges, Antonio Gamero, Ofelia Angélica    |
| 5       | 5       | «La mujer perdida»       | Ricardo Franco           | Ricardo Franco y Luis Ariño              | Marisa Teigell, Jesús Bonilla, Fernando Fernán Gómez, Enrique San Francisco                                                       |
| 6       | 6       | «La mujer fría»          | Gonzalo Suárez           | Gonzalo Suárez y Fernando Trueba         | Ana Obregón, El Gran Wyoming, Ricard Borràs, Clara Sanchís, Alfonso Vallejo                                                       |
| 7       | 7       | «La mujer inesperada»    | Fernando Trueba          | Fernando Trueba                          | María Barranco, Antonio Resines, Miguel Rellán, Chus Lampreave                                                                    |
| 8       | 1       | «La mujer cualquiera»    | José Luis García Sánchez | Rafael Azcona, José Luis García Sánchez  | María Barranco, Francisco Rabal, Juan Echanove, Antonio Gamero, María Galiana                                                     |
| 9       | 2       | «La mujer duende»        | Jaime Chávarri           | El Gran Wyoming, Joan Potau              | Rosario Flores, El Gran Wyoming, Pepa López, Roberto Cairo, Javier Albalá                                                         |
| 10      | 3       | «La mujer impuntual»     | Jaime Botella            | Martín Casariego                         | Aitana Sánchez-Gijón, Pere Ponce, Tito Valverde, Cayetana Guillén Cuervo, Marc Martínez, Enrique Simón                            |
| 11      | 4       | «La mujer gafe»          | Imanol Uribe             | Joan Potau                               | Emma Suárez, Enrique San Francisco, Javier Gurruchaga, Loles León, Marta Fernández Muro, Eva León, Álex Angulo                    |
| 12      | 5       | «La mujer vacía»         | Manuel Iborra            | Manuel Iborra                            | Verónica Forqué, Antonio Resines, Enrique San Francisco, Valeriano Andrés, Torrebruno, Ana María Ventura, Cayetana Guillén Cuervo |
| 13      | 6       | «Las mujeres de mi vida» | Fernando Fernán Gómez    | Fernando Fernán Gómez, Fernando Trueba   | Fernando Fernán Gómez, Alejandra Grepi, María Luisa San José, Manuel Alexandre, Agustín González, Lola Lemos                      |